# میتو-کو، ناگویا
میتو-کو، ناگویا (به لاتین: Meitō-ku, Nagoya) یک منطقهٔ مسکونی در ژاپن است که در ناگویا واقع شده‌است. میتو-کو ۱۹٫۴۴ کیلومترمربع مساحت و ۱۶۱٬۴۱۶ نفر جمعیت دارد.